# Formarinsee
El Formarinesee és un llac as Alps austríacs, a l'estat federat de Vorarlberg a una altitud de 1793 sobre el nivell mitjà del mar al municipi de Dalaas. El llac es forma cada any per l'aigua del desglaç, i desguassa per una connexió subterrània. Prop del llac hi ha el riu Formarimbach, un dels dos rius que constitueixen les fonts del Riu Lech, però aquest no li va donar el nom i no s'alimenta pel llac. El paisatge del llac amb el munt Rote Wand el 2015 va ser elegit com el «lloc més maco d'Austria» del 2015.

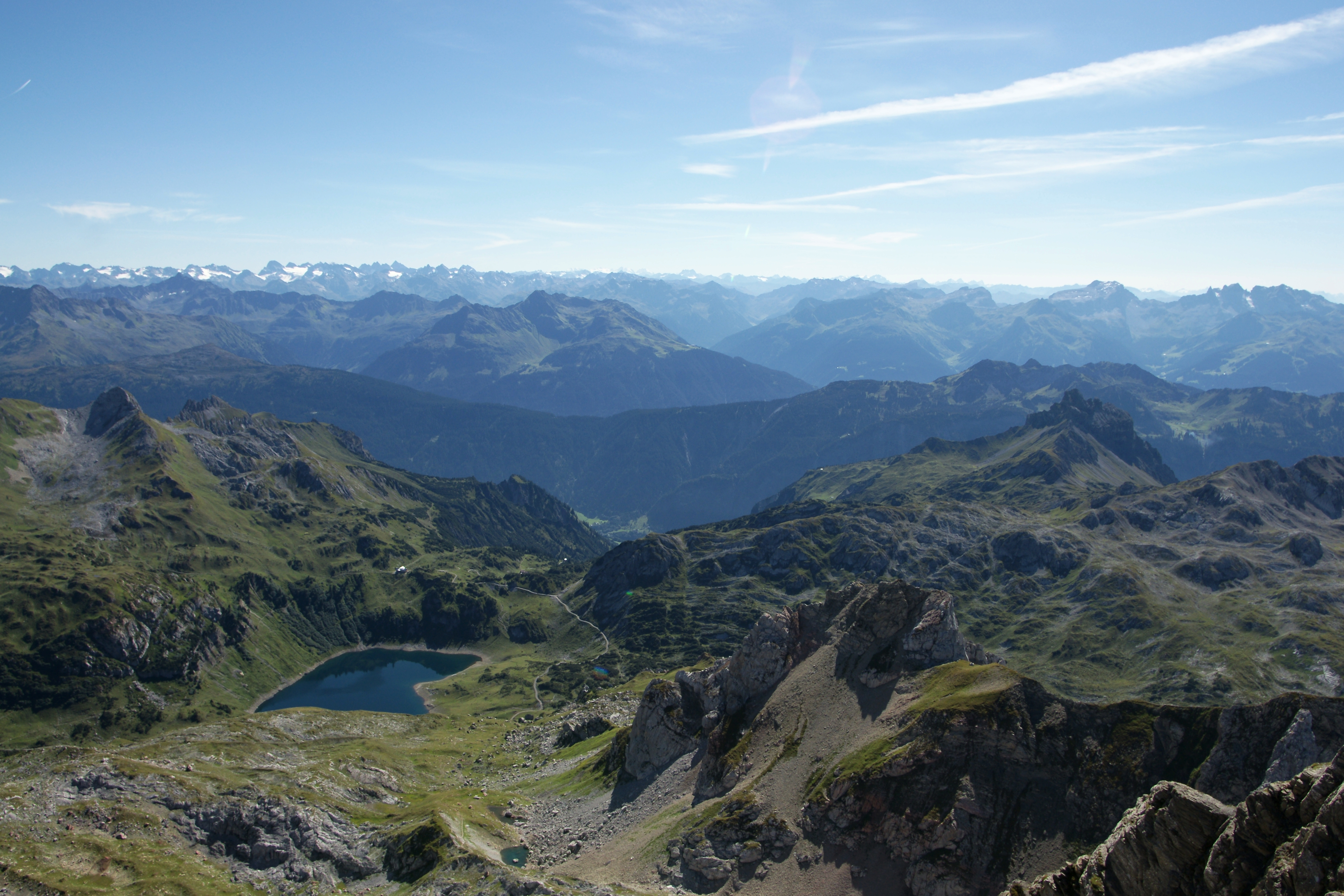
El Formarinsee fotografiat des del munt Rote Wand
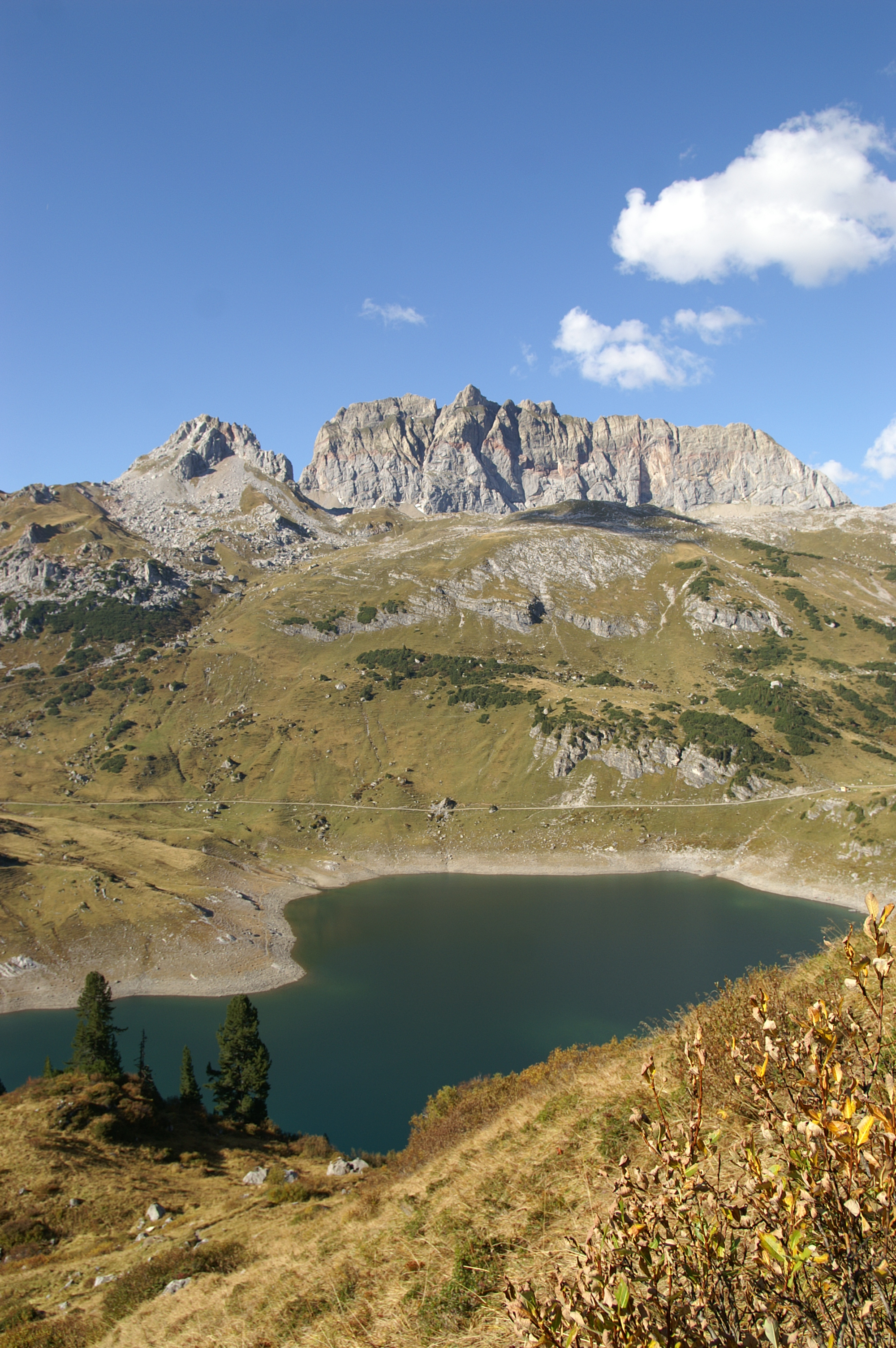
Formarinsee amb el munt Rote Wand al fons